# ウニクス吉川
ウニクス吉川（ウニクスよしかわ）は、埼玉県吉川市栄町797-1にあるショッピングセンター。

## 主な店舗
- ホームセンターコーナン吉川栄町店
- ライフ吉川栄町店
- ヤマハ音楽教室 吉川センター
- ミラコール
- サンキューカット

## 沿革
- 2011年（平成23年）9月 - 開業。

## 周辺
- 吉川市役所
- イオンレイクタウン
- ららぽーと新三郷

## アクセス
- JR武蔵野線吉川駅より徒歩20分